# David Guez
David Guez (ur. 8 grudnia 1982 w Marsylii) – francuski tenisista.

## Kariera tenisowa
Guez grał w sześciu turniejach singlowych na poziomie zawodowym. W 2009 roku w Lyonie wygrał z Rajeevem Ramem i doszedł do drugiej rundy, w której przegrał z Gillesem Simonem. W swoim najlepszym dotychczas pojedynku pokonał Stanislasa Wawrinkę 6:3, 6:4 podczas zawodów w Paryżu w 2009 roku. W drugiej rundzie tego turnieju, przegrał 4:6, 5:7 z rodakiem Gaëlem Monfilsem.
Wielokrotnie osiągnął finał turniejów z serii ITF. W zawodach  kategorii ATP Challenger Tour Guez zwyciężył trzykrotnie, 2006 roku w Petersburgu, w 2010 roku w Aradzie i w 2011 roku w Quimper.
Trzy razy grał w pierwszej rundzie Wielkiego Szlema (Australian Open 2010 i 2014, a także French Open 2010 i 2011), jednak za każdym razem odpadał po pierwszym meczu.
Najwyższe – 116. miejsce w rankingu singlowym osiągnął 5 lipca 2010 roku. Najwyższą lokatę w deblu (242. pozycja) osiągnął 23 kwietnia 2007 roku.